# Przytkowice (przystanek kolejowy)
Przytkowice – przystanek kolejowy w Przytkowicach, w województwie małopolskim, w powiecie wadowickim.

## Ruch pasażerski
| Rok  | Wymiana pasażerska na dobę |
| ---- | -------------------------- |
| 2017 | 20-49                      |
| 2022 | 100-149                    |